# Iglesia de Saint-Germain-l'Auxerrois de París
No confundir con la Abadía de San Germán en Auxerre.
La iglesia de Saint-Germain l'Auxerrois es una destacada iglesia medieval francesa que se encuentra en el actual I Distrito de París. También era conocida como Saint-Germain-le-Rond. La iglesia se nombra en honor del obispo y santo Germán de Auxerre.

## Situación
La iglesia se encuentra en el lado sureste de la plaza del Louvre, frente a la columnata del palacio del Louvre, cerca del Ayuntamiento del distrito I de París. Se puede acceder a la zona por las estaciones de metro Louvre - Rivoli y Pont Neuf.

## Historia

### Historia de la iglesia

#### Alta Edad Media
La existencia de la iglesia está atestiguada en el siglo VII (época merovingia) dado que fue el lugar de enterramiento de San Landri, obispo de París, que murió alrededor de 655 o 656. El abad Lebeuf (1687-1760) creía que había que atribuir un primer origen a una capilla que habría podido ser construida poco después de la muerte de San Germán, obispo de Auxerre.
Fue una de las cuatro iglesias que marcaban los puntos cardinales de París en 581.
A instancias de Chilperico I (rey de los francos nacido en 525/527 o 534, muerto en 584) se inició la construcción de la iglesia: quería ver en ella la futura tumba de Germán de París (que no se realizará), en el emplazamiento de la capilla construida en el año 540 bajo la advocación de San Germán de Auxerre, por el rey Childeberto I y la reina Ultrogoda. En 584, el rey fue asesinado dejando la iglesia inacabada.
La rotonda, así como el claustro y los fosos en círculo, pueden haber sido construidos durante el episcopado de Germán de París, obispo de París en el siglo VI. Las formas de estos elementos hace que a veces se designe la iglesia con el nombre de Saint-Germain-le-Rond. Se encuentran rastros de estos fosos en la rue des Fosses-Saint-Germain-Auxerrois.
El 25 de julio de 754, durante el reinado de Pipino el Breve, ocurrió el traslado del cuerpo de San Germain desde la pequeña capilla de San Symphorien de la abadía de Saint-Germain-des-Prés al coro de la gran iglesia de Saint-Vincent, que fue posteriormente llamada Iglesia St. Germain o San Vicente y St. Germain presumiblemente para distinguir ambas iglesias dedicadas al mismo santo, siendo la última nombrada Saint-Germain-le-Rond.
La primera iglesia fue destruida durante el asedio de París por los vikingos, en 885 a 886, y fue después reconstruida en el siglo XI bajo el reinado de Roberto II el Piadoso. No queda ningún rastro visible de este período: la portada principal fue arruinándose y la iglesia fue reconstruida de nuevo a finales del siglo XIII. Fue entonces cuando aparece el primer nombre «Saint-Germain-l'Auxerrois».

#### Edad Media
La parte más antigua del edificio es la torre románica, que data del siglo XII. Estaba coronada por una flecha que fue demolida sobre 1754 y luego sustituida por la balaustrada actual. En el siglo XIII se construyeron el portal occidental, el coro y la capilla de la Virgen. La iglesia fue reconstruida en gran medida en el siglo XV, en particular, elevando el porche. La iglesia de Saint-Germain l'Auxerrois se convirtió en la iglesia habitual de la familia real cuando los Valois se asentaron de nuevo en el Louvre, en el siglo XIV. Parroquia de los reyes de Francia debido a su proximidad al palacio, la iglesia es una de las más antiguas de París.

#### Antiguo Régimen

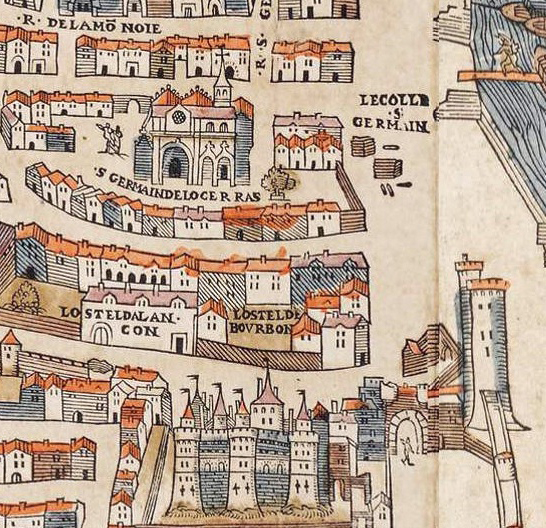
Iglesia hacia 1550 (planta de Truschet et Hoyau, detalle)

La iglesia se asocia con el trágico episodio de la masacre de San Bartolomé. En la noche del 23 de agosto al 24 de 1572, sus campanas tocaron a rebato en lo que se considera pudo haber causado la alarma en la ciudad y provocado la masacre de civiles protestantes. Téngase en cuenta que esas campanas de alarma sonaron en el entonces campanario de la iglesia (en la pequeña torre sur del edificio) y no en el beffroi construido en el siglo XIX entre la iglesia y el ayuntamiento del I Distrito. Una de las campanas se llamaba Marie, datada en 1527, todavía se conserva.
En abril de 1599, se celebraron las exequias de Gabrielle d'Estrées, entonces amante y favorita de Enrique IV. Molière se casó en esta iglesia el 20 de febrero de 1662.
En el siglo XVIII, con motivo de la reunión del capítulo de Saint-Germain l'Auxerrois con el de Notre Dame en París en 1745, el coro alto diseñado por Pierre Lescot  y esculpido por Jean Goujon en el siglo XVI fue destruido. Nuevas disposiciones para el coro de la iglesia se iniciaron a partir de 1756, sobre los planos del arquitecto Claude Bacarit, que fueron aprobados por la Academia de Arquitectura. Las columnas son entonces estriadas y los capiteles llevan cabezas de ángeles esculpidos.

#### Revolución y después

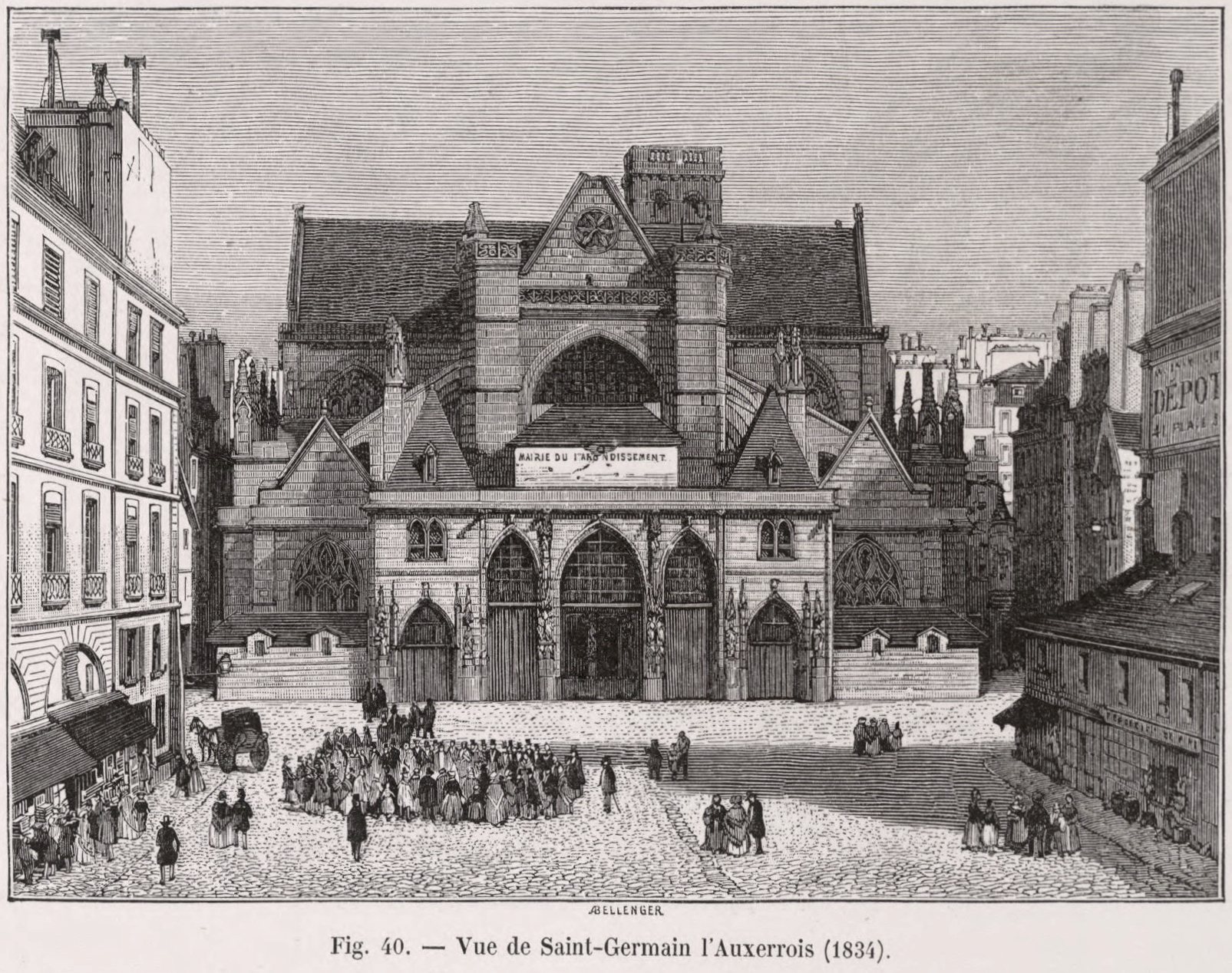
La iglesia en 1834 (litografía de Theodor Hoffbauer)

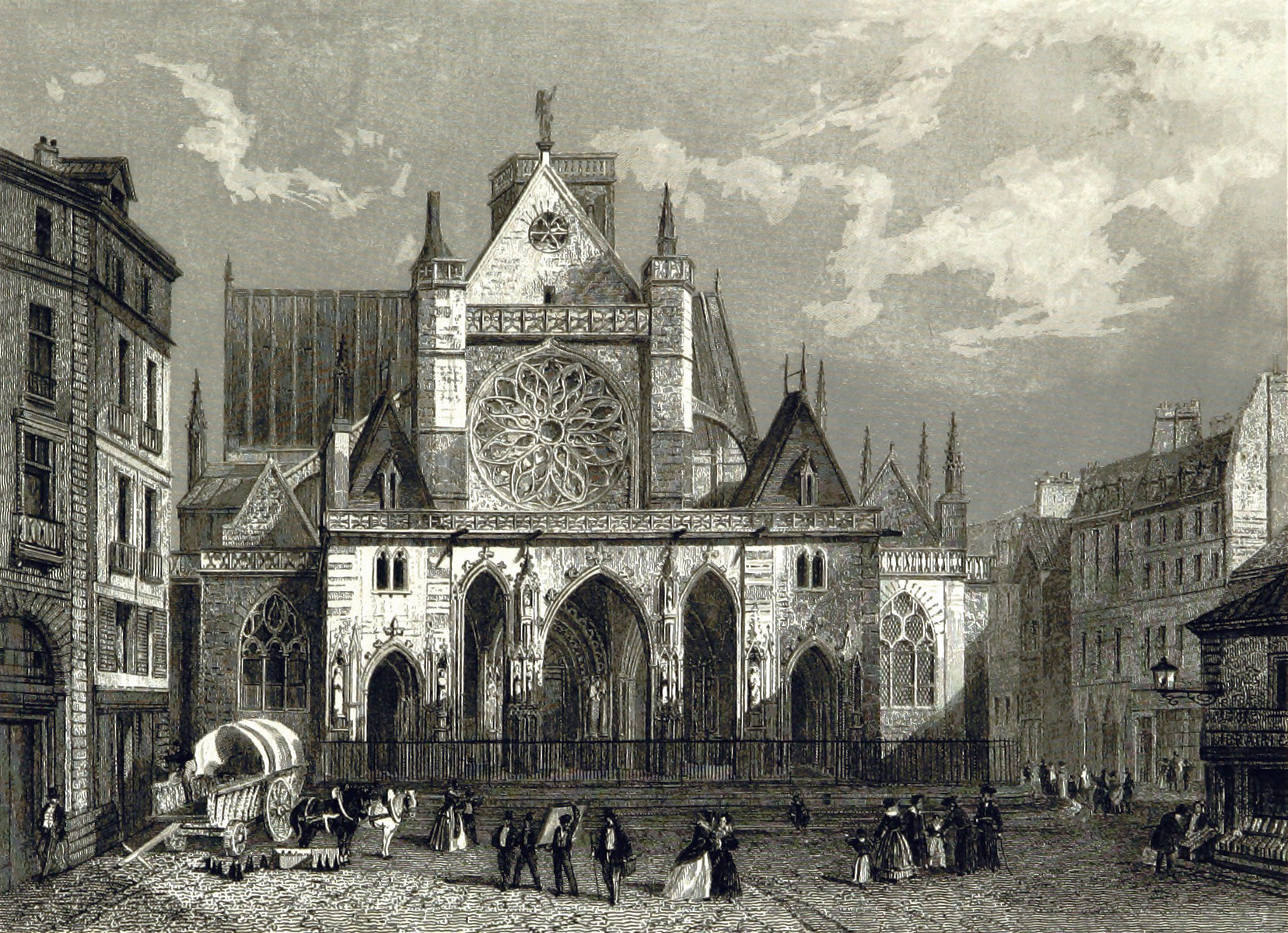
La iglesia en 1846, antes de la destrucción del tejido urbano antiguo que la rodeaba

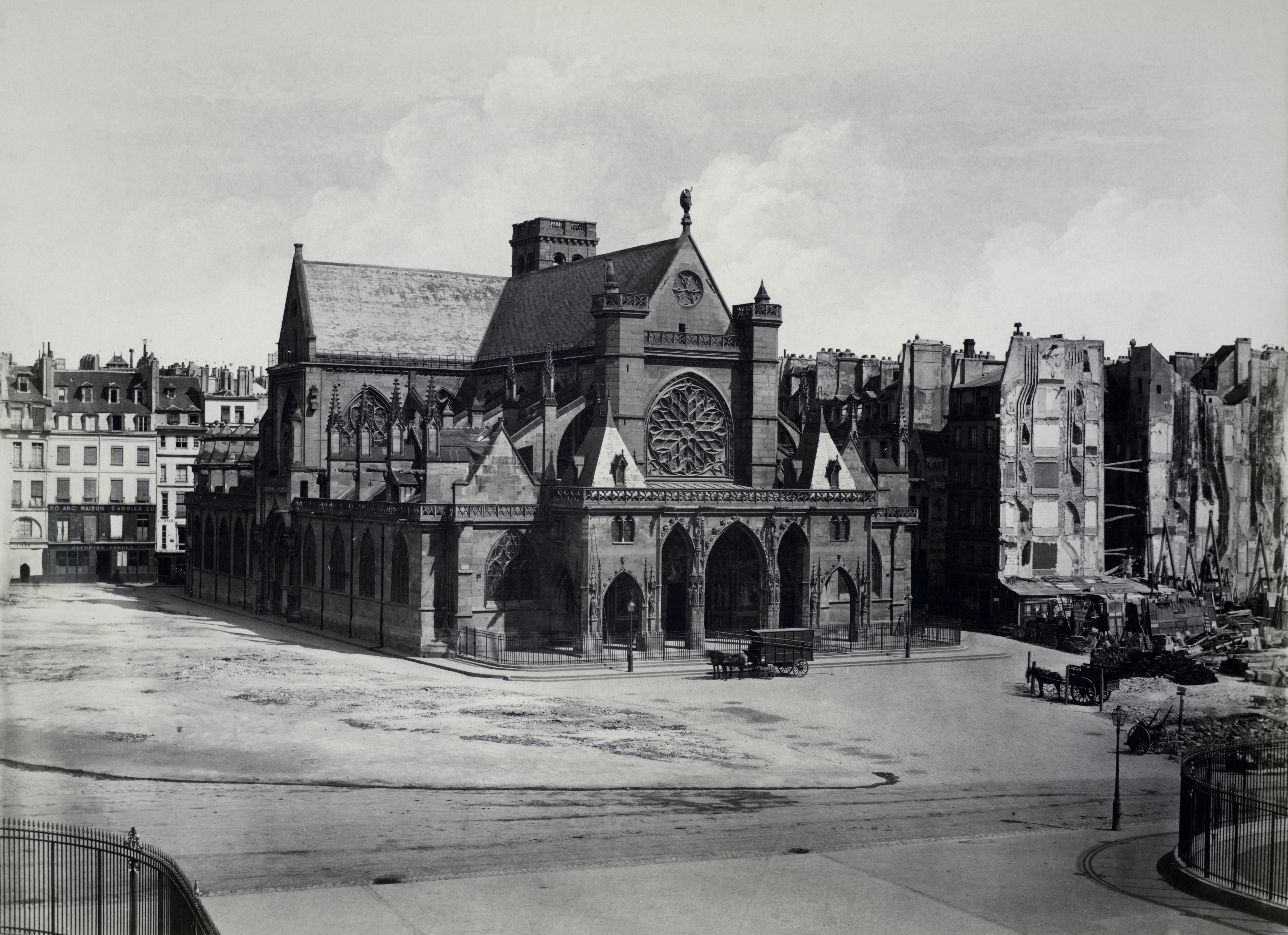
La iglesia en 1846, antes de la construcción del beffroi y del Ayuntamiento del I Distrito - Édouard Baldus (1858)

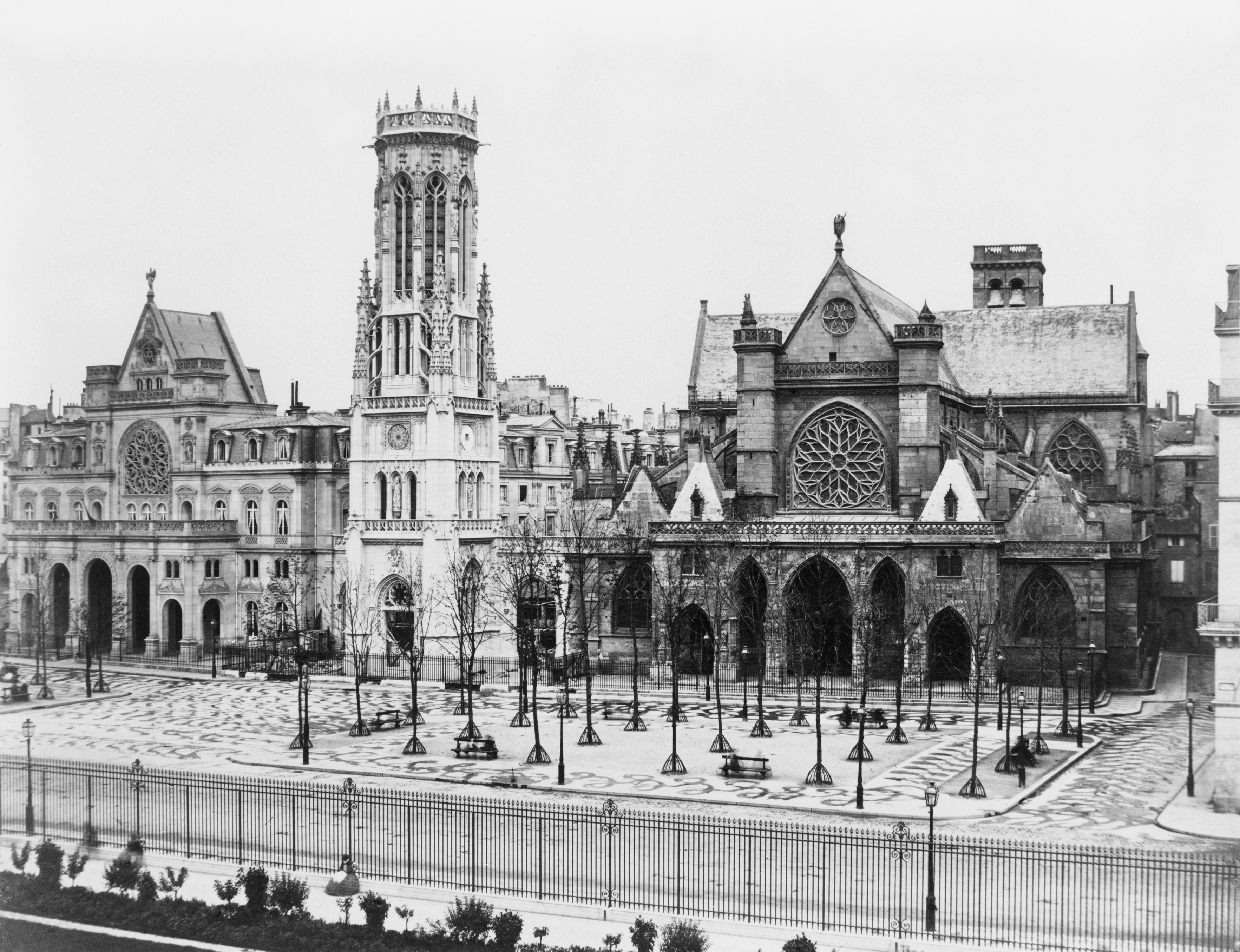
La iglesia hacia 1863-1870, después de la construcción del beffroi y del Ayuntamiento del I Distrito - Édouard Baldus.

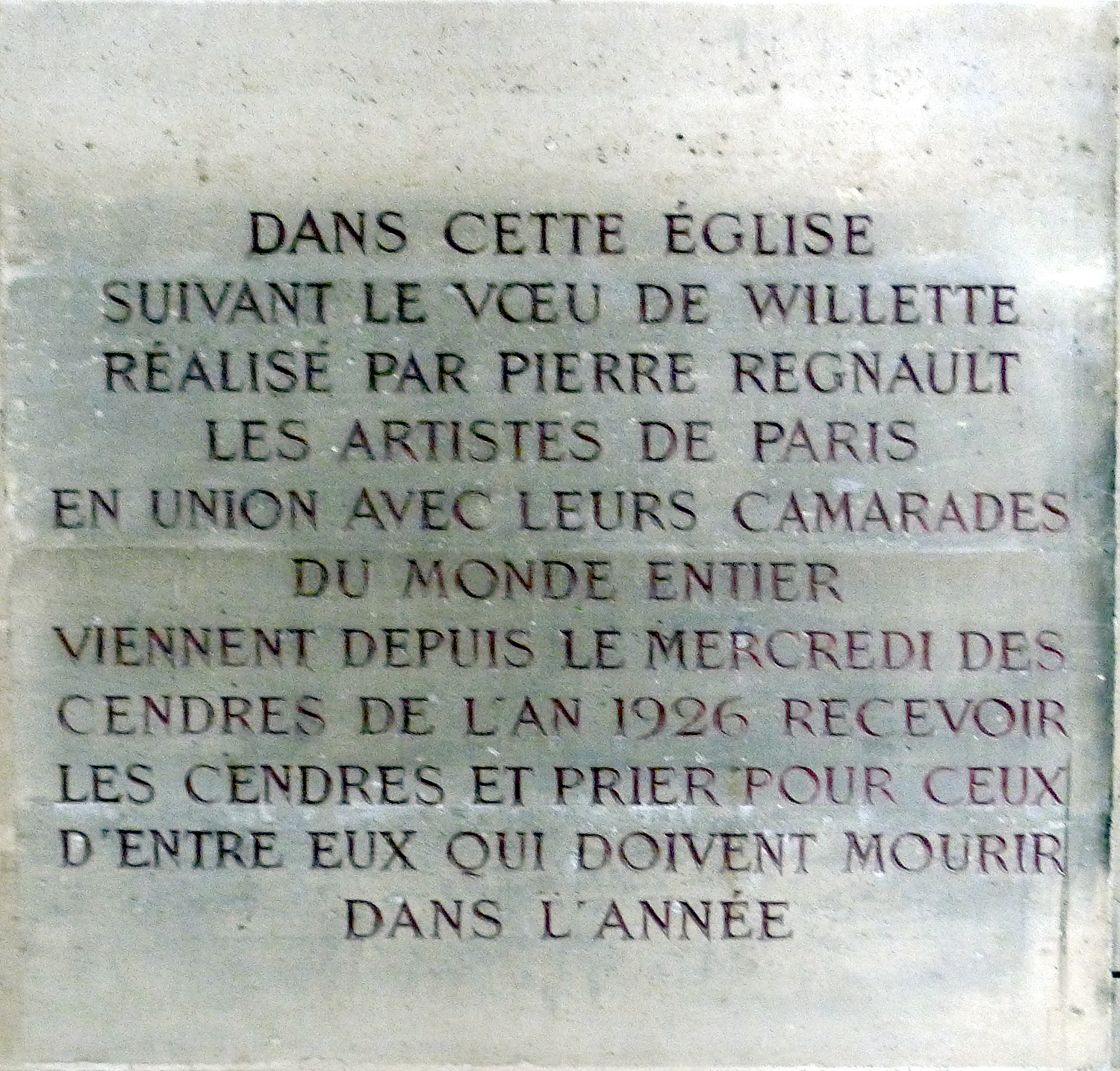
Placa conmemorativa le vœu de Willette

Al principio de la Revolución, tras el retorno forzoso de la familia real de Versalles a las Tullerías, el futuro Luis XVII hizo en la iglesia su primera comunión. Bajo el Terror, Saint-Germain fue vaciada de su contenido y convertida en almacén de forraje, y después en imprenta, en puesto de policía y en fábrica de salitre. En 1795, el culto teofilantrópico se celebraba allí. El edificio volvió a manos de la Iglesia católica en 1802.
Bajo el Primer Imperio francés, un viejo proyecto  —ya iniciado durante el reinado de Luis XIV por Colbert— contemplaba la destrucción de la iglesia a fin de sustituir la columnata del Louvre por una gran plaza en el medio de la que desembocaría el Pont Neuf, se esboza para ser luego abandonado en la Restauración.
El 13 de febrero de 1831, con motivo de la undécima conmemoración del asesinato del duque de Berry, la iglesia fue devastada por manifestantes favorables en la Monarquía de Julio, que interpretaron la ceremonia como una provocación de los partidarios del régimen precedente. Como resultado de las importantes degradaciones, el edificio fue cerrado y su destrucción contemplada de nuevo. Para protegerla, el alcalde del distrito (antiguo IV distrito) hizo inscribir sobre la fachada de la iglesia «Mairie du 4e arrondissement». El monumento no será devuelto al culto católico hasta más de seis años después, el 13 de mayo de 1837. Durante la Monarquía de Julio se llevan luego a cabo varias campañas de restauración dirigidas por Jean-Baptiste-Antoine Lassus y por Victor Baltard.[cita requerida]
En la épcoa del Segundo Imperio, el barón Haussmann se niega de nuevo a destruir el templo a pesar de que el ministro de Estado y de la casa del emperador, Achille Fould se lo sugirió. De hecho, después de la demolición de los viejos edificios en ruinas que lo rodeaban surgió un vasto espacio frente a la columnata del Louvre y la iglesia se encontró opuesta al otro lado, dándole un aire desagradable al conjunto. Sin embargo, como protestante, el barón no quería que nadie le acusase de haber ordenado la demolición de un edificio tan simbólico en el que se le habría dado la señal de la masacre de San Bartolomé.
Haussmann desarrolló un proyecto para equilibrar el conjunto: solicitó al arquitecto Jacques Hittorff que proyectase un edificio inspirado en el edificio religioso que albergase el ayuntamiento del I Distrito. Hittorff reprodujo a continuación de manera casi idéntica la fachada principal de la iglesia (un porche coronado por un rosetón) que luego flanqueó por construcciones similares a los edificios de la época. Entre los dos edificios Théodore Ballu, Prix de Rome en 1840, hizo construir un campanile (o beffroi) de estilo gótico flamígero conectado a cada lado con los dos edificios por dos puertas del mismo estilo que daban acceso a la plaza que separaba los dos monumentos. Este complejo arquitectónico se construyó entre 1858 y 1863.

### Cronología
- siglo VI: inicio de la construcción de una iglesia bajo la advocación de Saint-Germain por orden de Chilperico I (rey de los francos).
- siglo XI: segunda iglesia (Saint-Germain l'Auxerrois) reconstruida bajo Roberto II el Piadoso.[4]
- Segunda mitad del siglo XIII: reconstrucción de la iglesia en tiempos de  Philippe IV le Bel. Subsiste la nave central y el primer pasillo del coro, las partes laterales del flanco derecho de la nave y el portal.
- 1420-1425: econstrucción de la nave y de los pasillos de la nave con la excepción de la capilla de la Virgen.
- 1431[8]-1439: el maestro albañil Jean Gaussel construyó el porche y las capillas del flanco izquierdo de la nave.
- Inicios del siglo XV: construcción de la segunda nave lateral, de las capillas del flanco derecho del coro y de las capillas del ábside.
- 1541: construcción del coro alto a partir de los planes de Pierre Lescot.
- 1560-1570: construcción de las capillas del flanco lado izquierdo del coro.
- 1570: construcción del portal que da acceso al claustro canonial.
- 1710: tirada del pilar central con la estatua de San Germain así como del tímpano del Juicio Final para permitir el paso de procesiones.
- 1728: los vitrales  son reemplazados con cristales blancos.
- 1745: destrucción del coro alto de Pierre Lescot para ampliar el coro.
- 1756: el arquitecto  Claude Bacarit y su cuñado, el escultor Louis-Claude Vassé, ponen el coro de la iglesia al gusto del momento.
- 1767: Instalación de rejas de cierre del coro por el cerrajero Peter Deumier.
- 1838-1855: restauración de la iglesia de  Jean-Baptiste Lassus y Victor Baltard.
- 1858-1863: construcción del beffroi lateral norte de la iglesia por Théodore Ballu.
- 1993: a petición del arzobispo  Jean-Marie Lustiger, los integristas que ocuparon la iglesia fueron expulsados.[9]
- 2007: la forma tridentina del rito romano de acuerdo al misal de 1962 fue celebrada en la iglesia, junto con la forma normal.
- 2019: acoge las funciones, juntamente con las más monumentales en la iglesia de San Sulpicio, los oficios y celebraciones de la Catedral de Notre Dame tras su devastador incendio del mes de abril, nombrando al rector-arcipreste como administrador parroquial.

## Descripción
La iglesia está construida con planta en forma de cruz de unos  80 m de largo y  40 m de ancho en transepto. Jacques Hillairet da algunas informaciones complementarias:
«L’église de Saint-Germain l’Auxerrois [est] longue d’environ 80 mètres, large de 41, haute de 19,50 m à la nef et de 8,25 sur les bas-côtés ».</ref> Su nave, de casi 20 m de altura y se compone de cuatro tramos en gótico flamígero, está flanqueada por naves laterales con capillas de poca profundidad que albergan capillas poco profundas. El transepto apenas sobresale ligeramente y el coro, que es la parte más antigua, aunque remodelado en el siglo XVIII, incluye un ambulatorio, a veces doble. La iglesia se termina con un ábside con un muro plano. Este edificio tiene vidrieras que datan del siglo XVI los más antiguos y el resto del XIX, así como numerosas obras de arte, pinturas, estatuas y muebles.

### Fachada
La fachada tiene un porche con cinco huecos de estilo gótico flamígero construido en 1435-1439 por Jean Gaussel, en un momento en que París estaba ocupado por los ingleses. Sin embargo, las estatuas de santos que se ven ahora, la mayoría copias de las obras originales, no se remontan más que al siglo XIX.

Fachadas
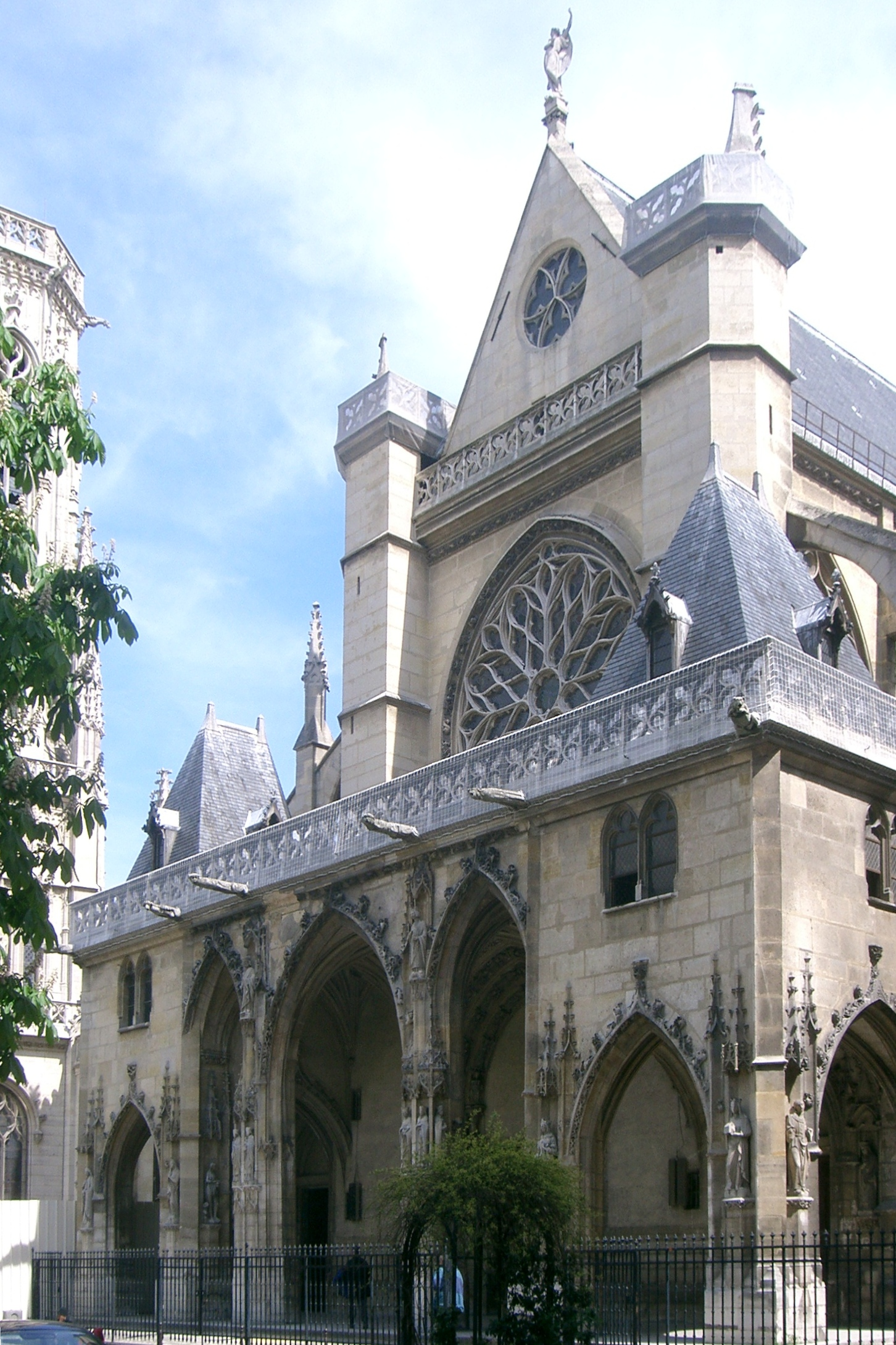
Fachada oeste de la iglesia
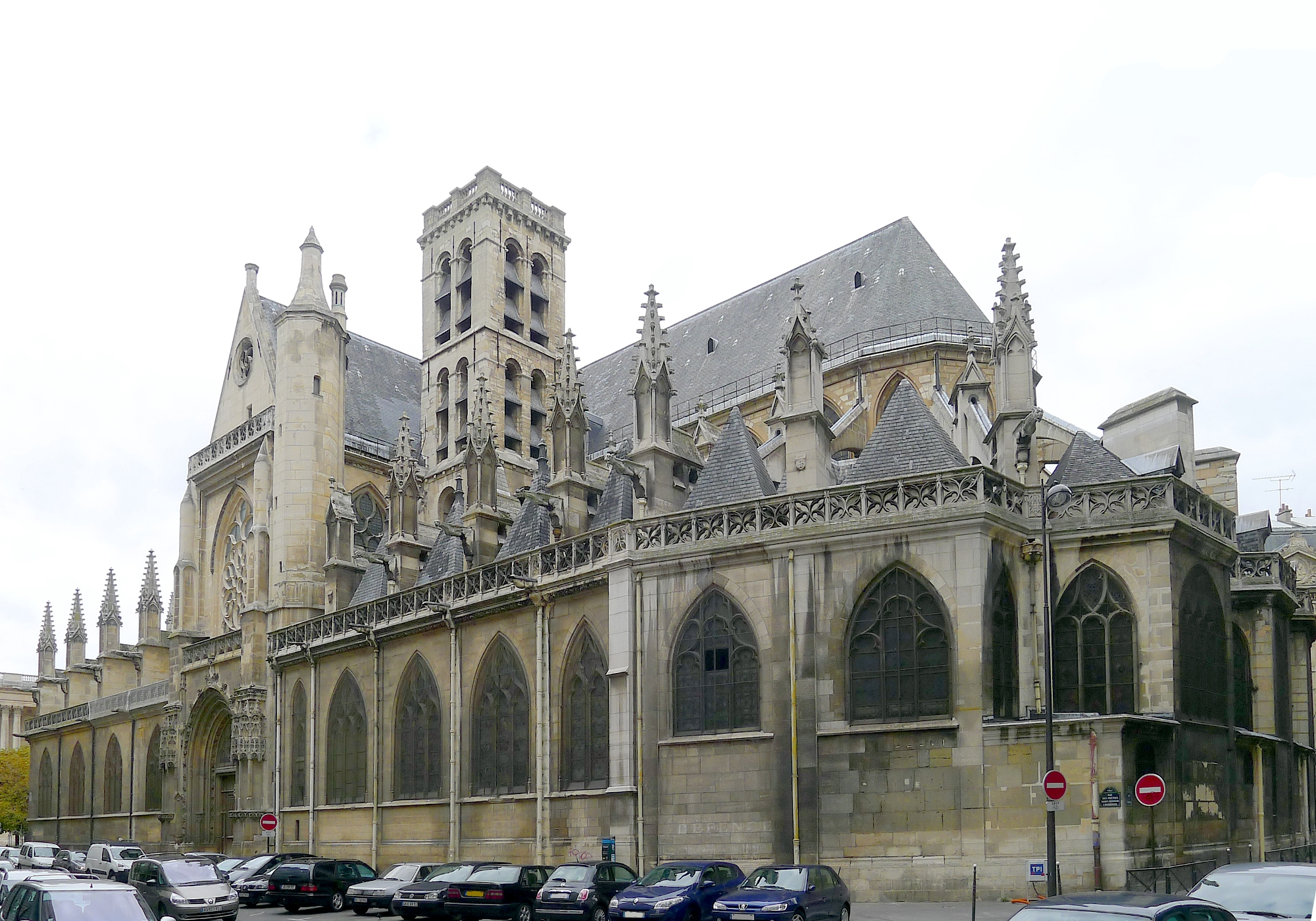
Vista del sureste
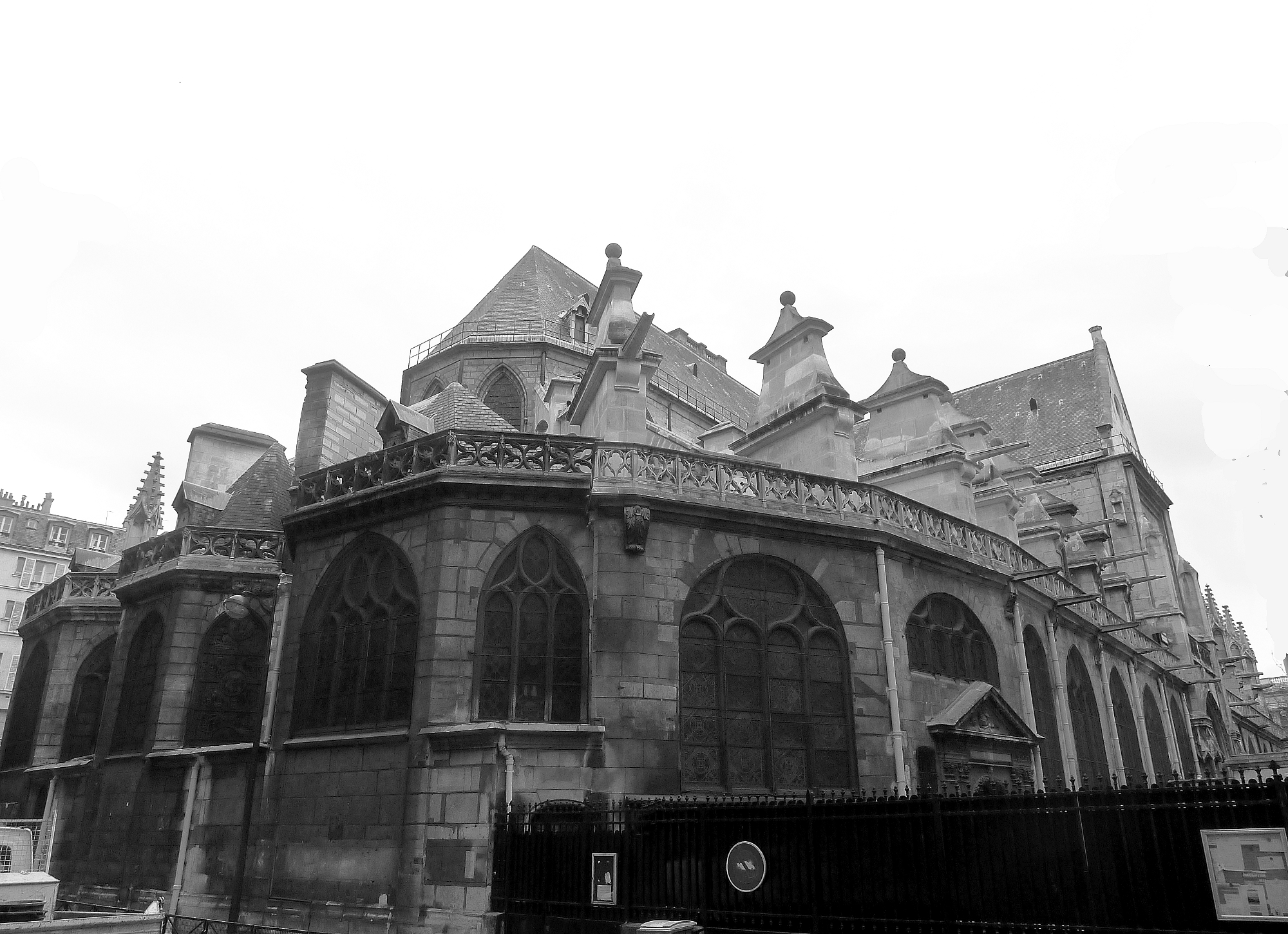
Vista del noreste
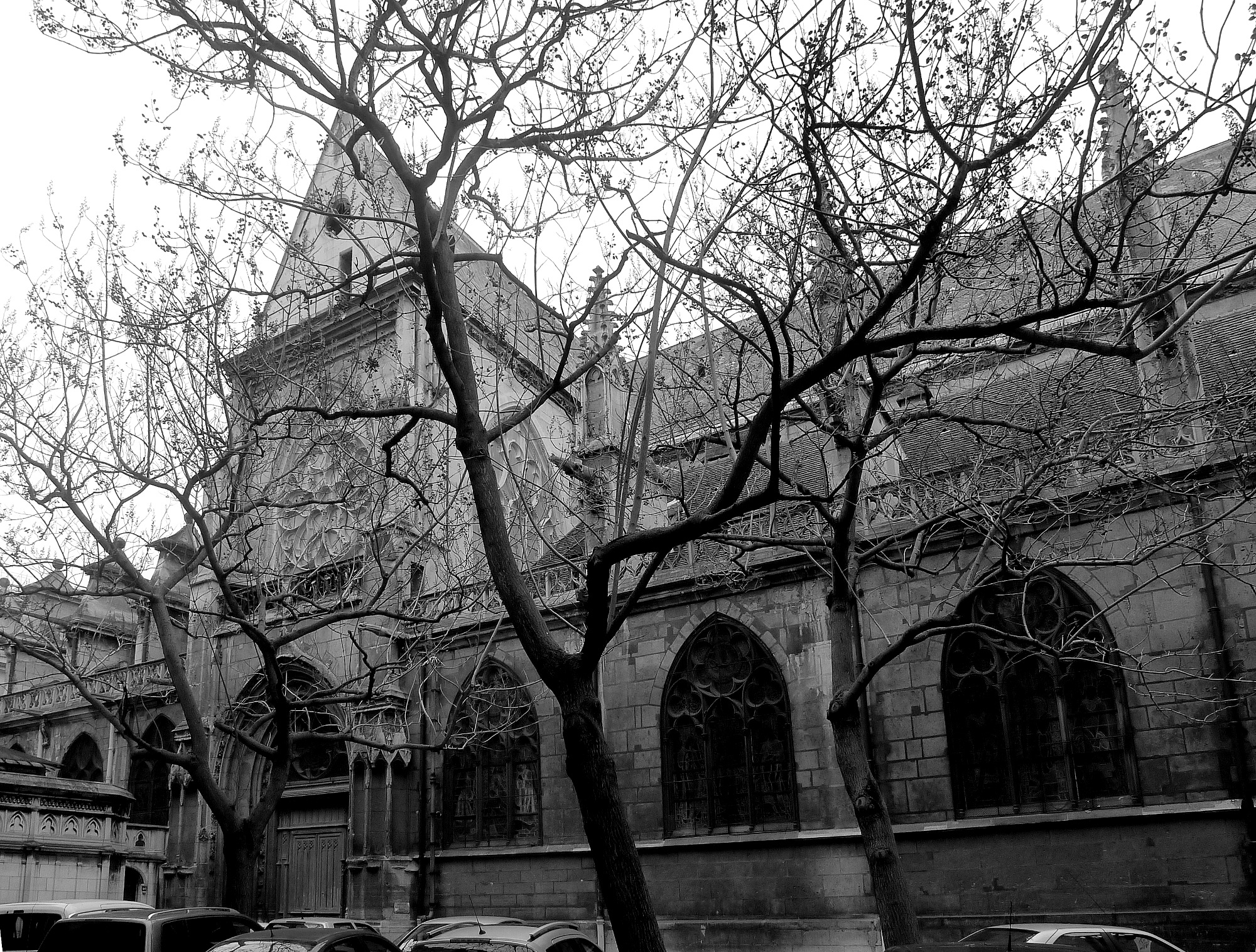
Vista del noroeste

La iglesia ofrece en la rue de l'Arbre Sec una curiosidad: las «carpas iglesia de Saint-Germains l'Auxerrois». Se trata de un friso, esculpido alrededor de la capilla central, representando los troncos de las carpas (cabezas, cuerpos, colas) alternando con rosetas. Según el historiador de París, Jacques Hillairet, esta decoración corresponde a una solicitud específica del rico pañero Tronson que, en 1505, había financiado la capilla. No se sabe si el pañero Tronson tenía pescaderos en la familia o si son simplemente secciones de los troncos de carpa que evocan su nombre.

Las «carpas de Saint-Germain l'Auxerrois»
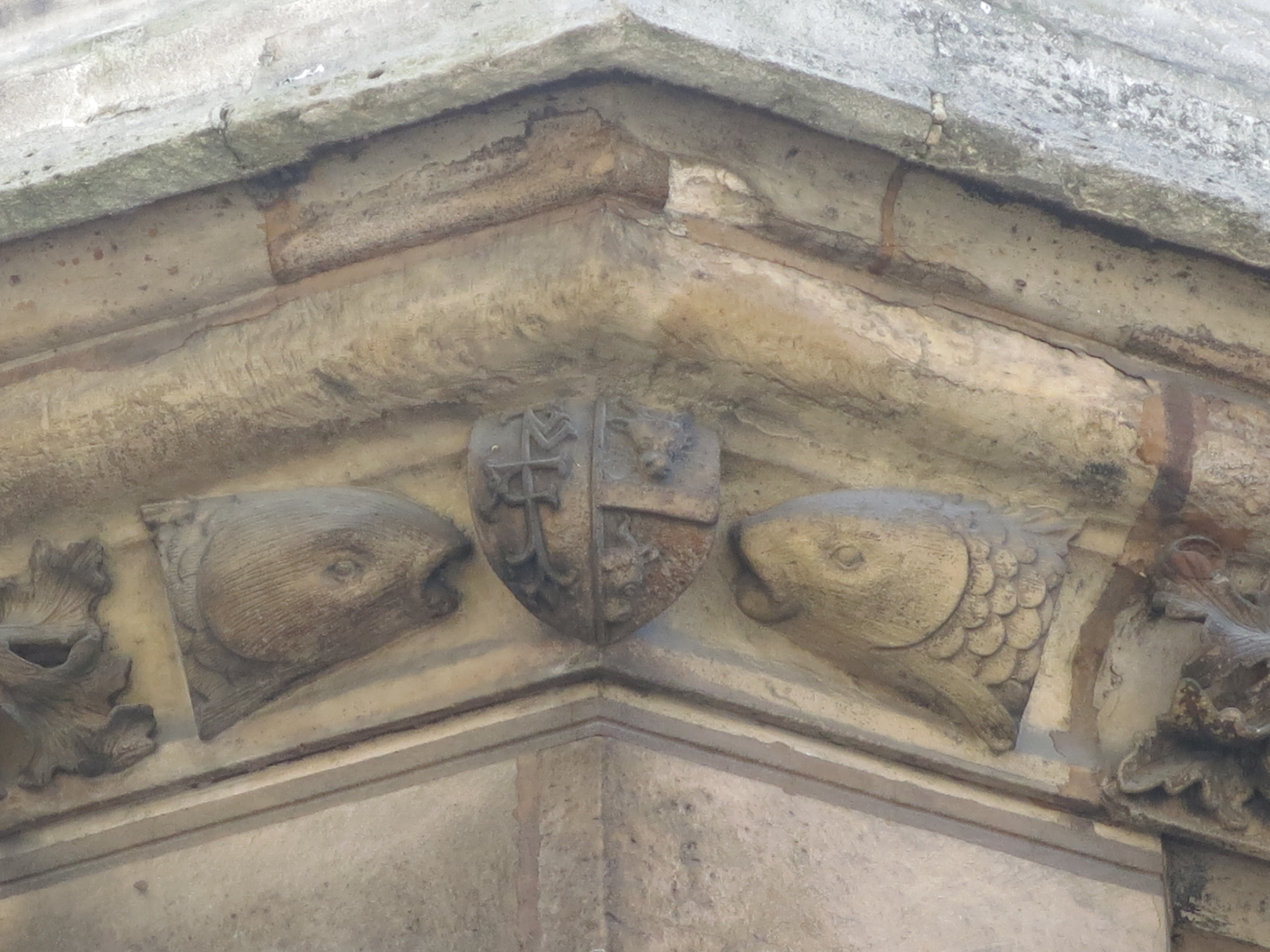

Porche
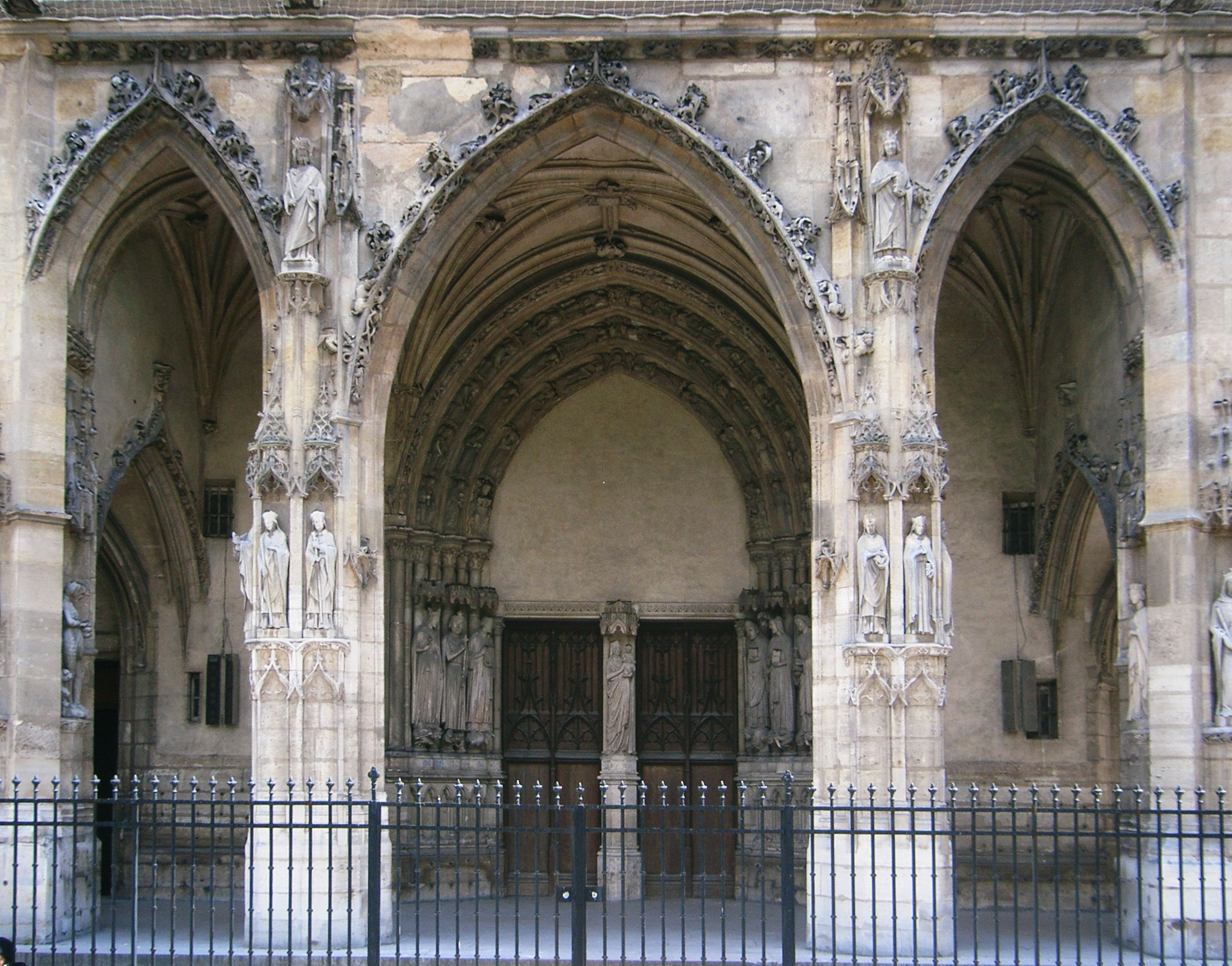
Porche
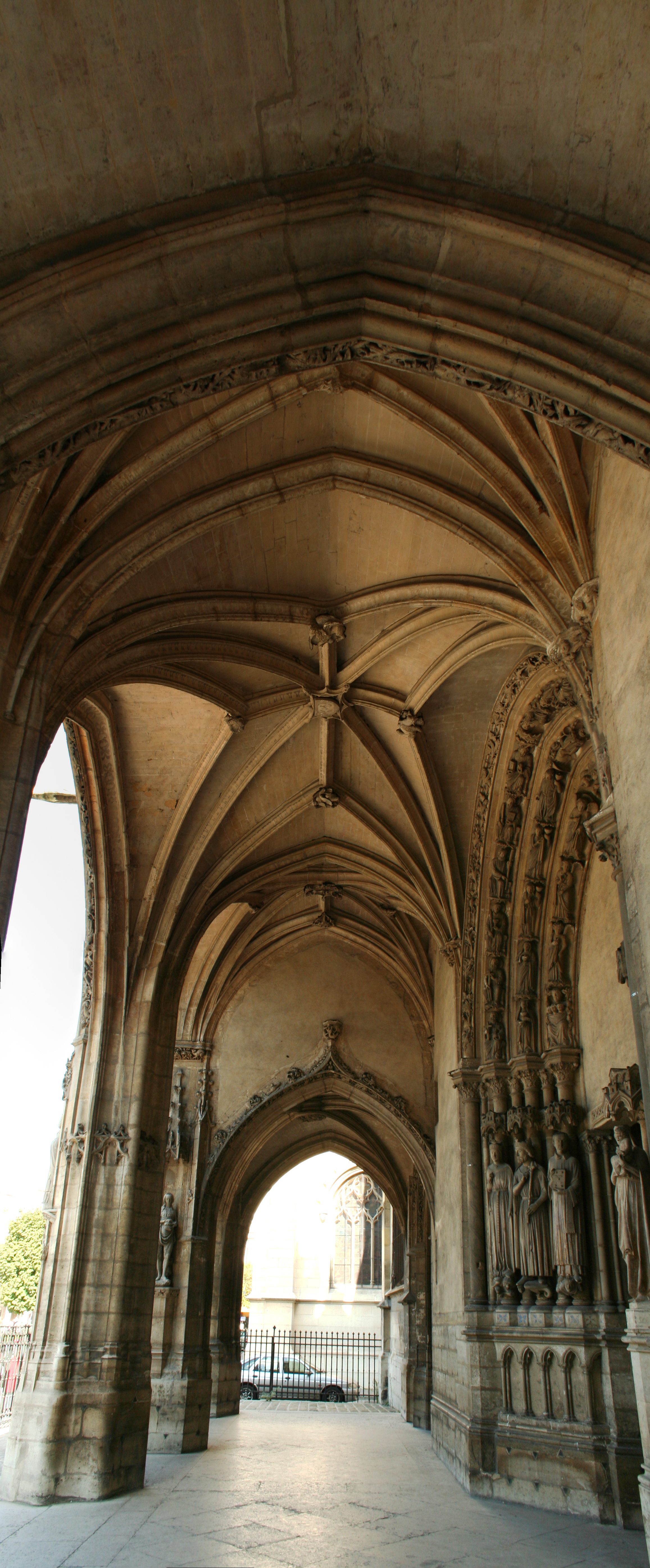
Voûtes du porche

Estaturia
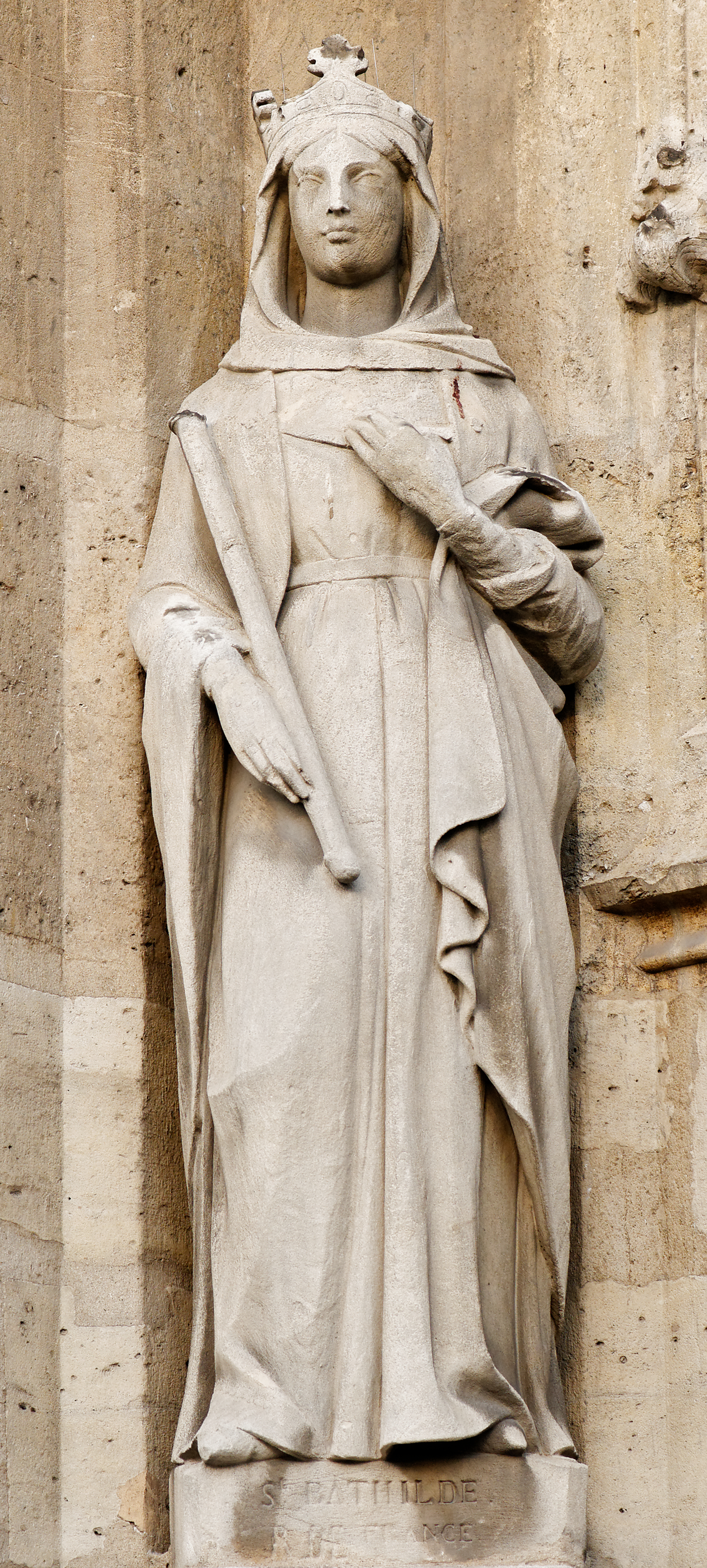
Santa Bathilde (Louis Desprez, 1841)
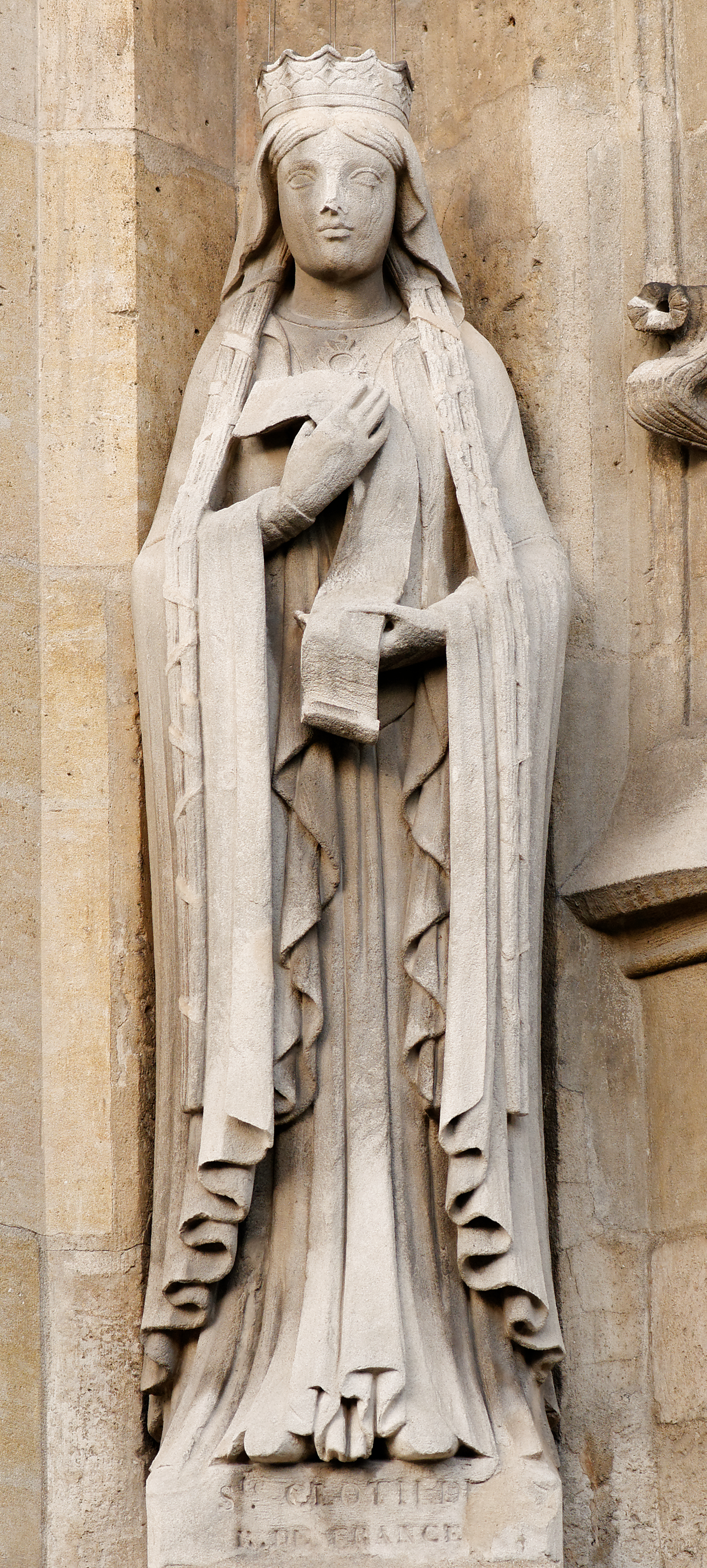
Sainte Clotilde (Louis Desprez, 1841)
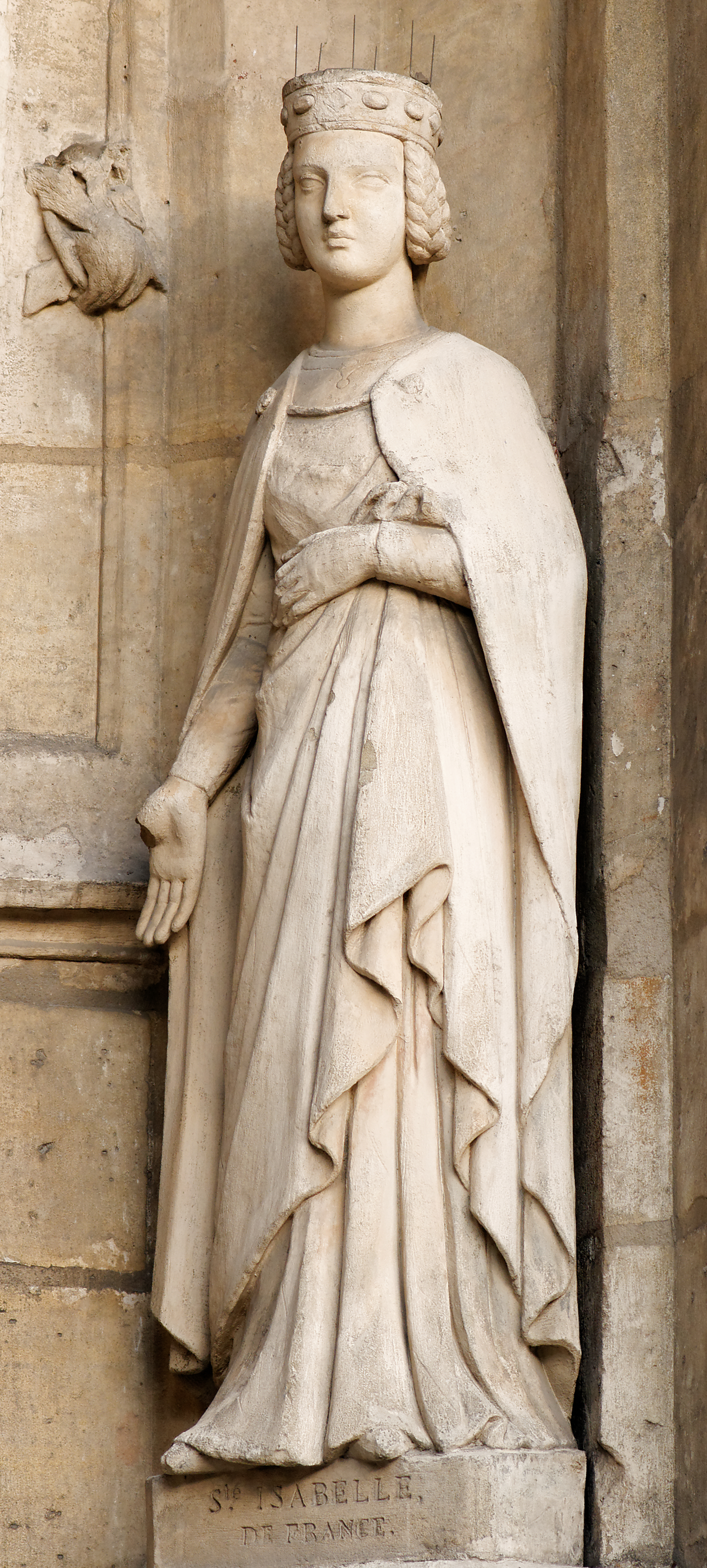
Santa Isabel de Francia (Louis Desprez, 1841)
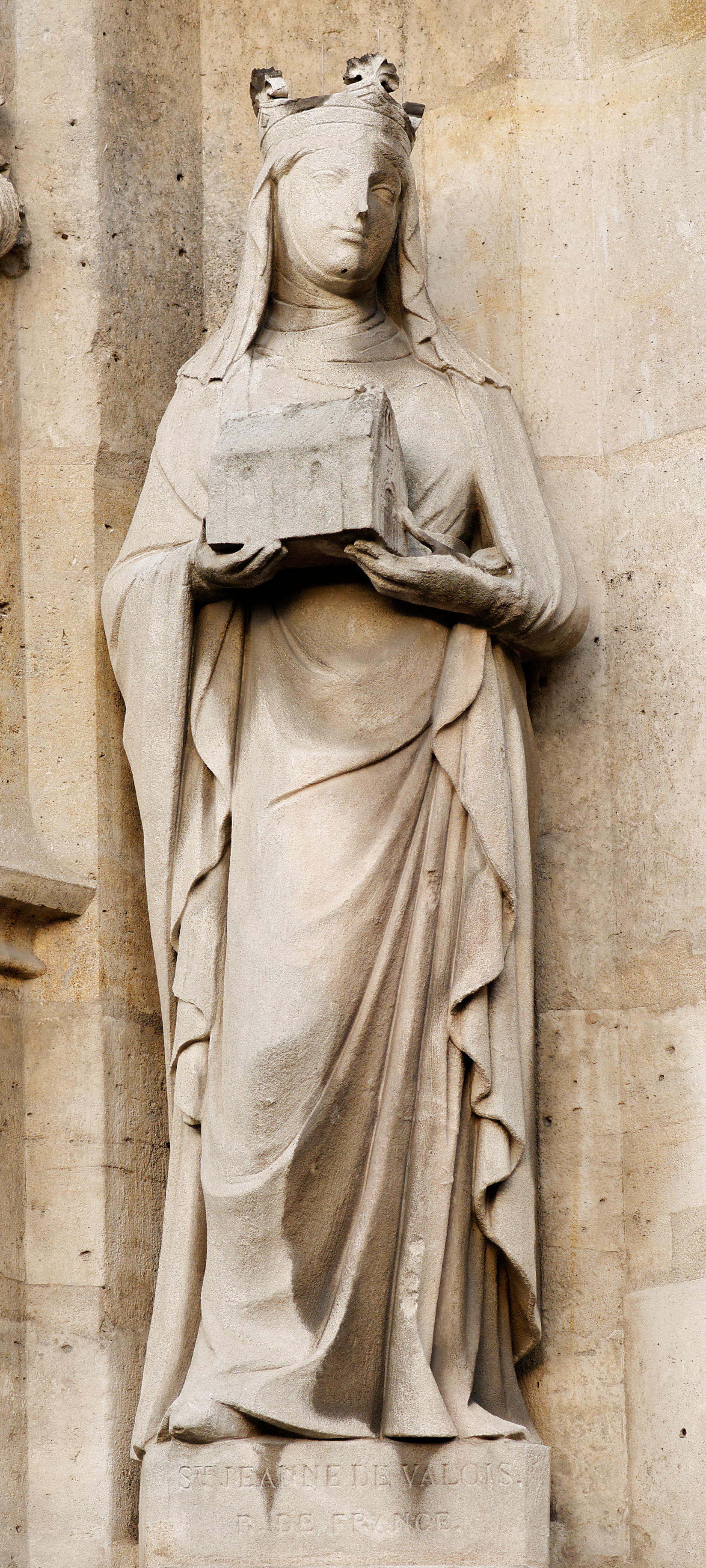
Santa Juana de Valois (Louis Desprez, 1841)
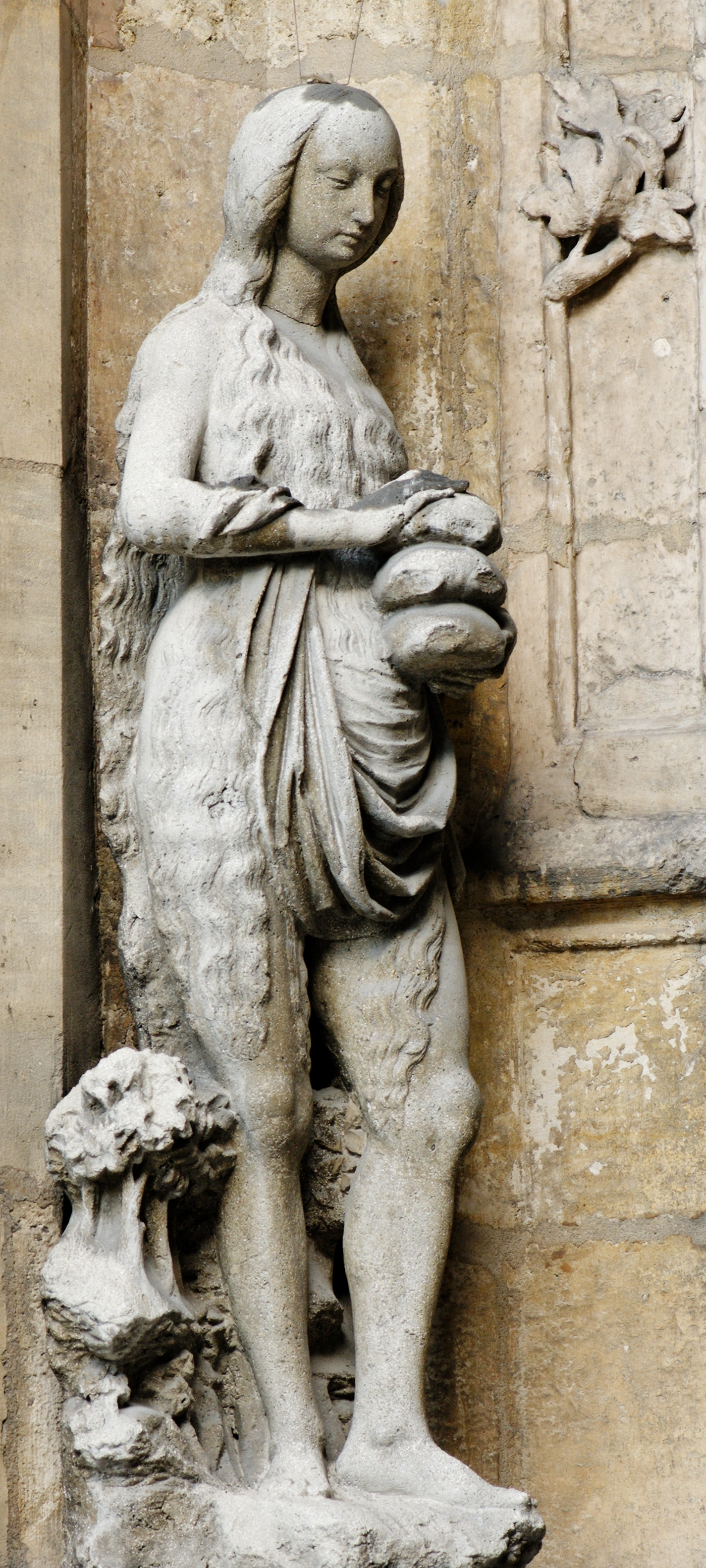
Santa María de Egipto, copia de un original de fin del XV, hoy en la capilla de la Virgen
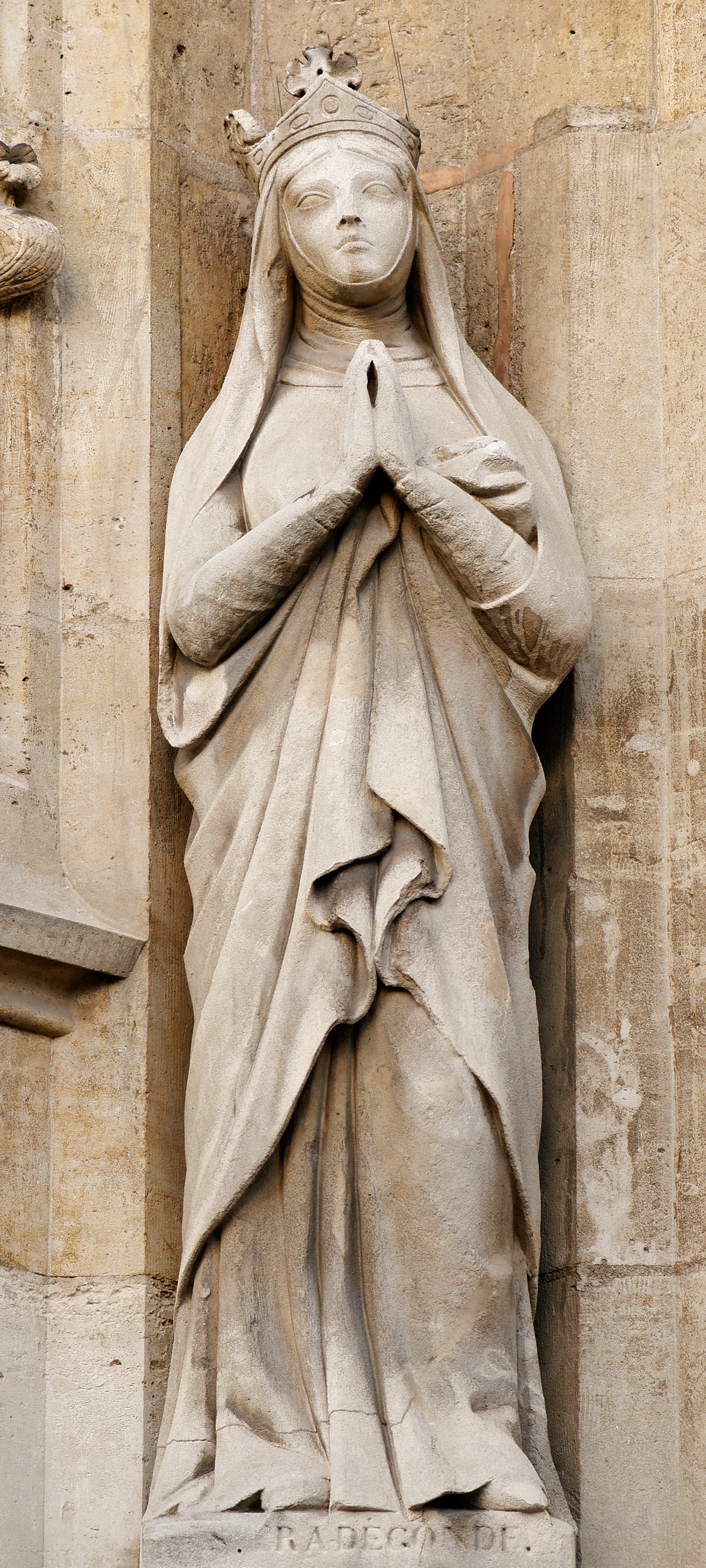
Santa Radegonde (Louis Desprez, 1841)

### Sur l'église
- Baurit, Maurice; Hillairet, Jacques (1955). Saint-Germain-l'Auxerrois: église collégiale royale et paroissiale – L'église – La paroisse – Le quartier (en francés). Paris: Les Éditions de Minuit.
- Maurice Baurit, Saint-Germain-l'Auxerrois, son histoire, ses œuvres d'art, Imprimerie générale du Centre, 1963.
- Jouanna, Arlette (2007). La Saint-Barthélemy : Les mystères d'un crime d'État, 24 août 1572. Les journées qui ont fait la France (en francés). Paris: Gallimard. pp. 407. ISBN 978-2070771028. (requiere registro).
- Joris-Karl Huysmans, cf. supra.
- Anne Massoni, La collégiale Saint-Germain l'Auxerrois de Paris (1380-1510), Presses Universitaires de Limoges et du Limousin, 2009, ISBN 9782842874803.

### Sur les orgues
- Le Grand Orgue de Saint-Germain-l'Auxerrois à Paris : historique, situation, perspectives, actes des Journées d'étude des 22-23 oct. 2004, Paris, La Flûte harmonique, 2005-2006.
- Pierre Dumoulin (dir.), Orgues de l'Île-de-France, Tome IV, Paris, ARIAM Île-de-France/Aux Amateurs de livres, 1992.
- Id., "Le Souffle de Boëly, l'orgue de Saint-Germain-l'Auxerrois", in Orgues nouvelles n°. 2, automne 2008.
- Georges Lartigau, "Alexandre Pierre François Boëly et l'orgue", in BOËLY (A. P. F.), Œuvres complètes pour orgue, volumes I & II éd. Nanon Bertrand-Tourneur et Henri de Rohan-Csermak, Paris, Publimuses, 2001.
- Félix Raugel, Les Grandes Orgues des églises de Paris et du département de la Seine, Paris, Fischbacher, 1927.